# Horistonotus
Horistonotus là một chi bọ cánh cứng trong họ 
Elateridae.
Chi này được miêu tả khoa học năm 1860 bởi Candèze.

## Các loài
Các loài trong chi này gồm:
- Horistonotus acutipennis Candèze, 1860
- Horistonotus aeoloides Candèze, 1860
- Horistonotus apicalis Germar, 1840
- Horistonotus apterus Champion, 1895
- Horistonotus arechavaletae Candèze, 1881
- Horistonotus asthenicus Candèze, 1860
- Horistonotus attenuatus (Erichson, 1840)
- Horistonotus badius Candèze, 1860
- Horistonotus basalis Horn, 1885
- Horistonotus basilaris Candèze, 1881
- Horistonotus bicinctus Champion, 1895
- Horistonotus bignoniae Candèze, 1860
- Horistonotus biguttatus Candèze, 1860
- Horistonotus bimaculatus Schwarz, 1902
- Horistonotus bitactus Candèze, 1878
- Horistonotus boliviensis Schwarz, 1906
- Horistonotus bontai Wells, 2000
- Horistonotus brasilianus Fleutiaux, 1895
- Horistonotus brunneus Candèze, 1889
- Horistonotus candezei Schwarz, 1902
- Horistonotus canescens Steinheil, 1874
- Horistonotus castaneus Steinheil, 1874
- Horistonotus cinctipennis Schwarz, 1903
- Horistonotus cleryi Guerin-Meneville, 1839
- Horistonotus convexicollis Candèze, 1860
- Horistonotus crucifer Candèze, 1860
- Horistonotus cruxnigra Chevrolat, 1867
- Horistonotus curiatus (Say, 1834)
- Horistonotus definitus Horn, 1871
- Horistonotus densus LeConte, 1863
- Horistonotus dilaticornis Champion, 1895
- Horistonotus dimidiatus (Erichson, 1840)
- Horistonotus dioptricus (Erichson, 1840)
- Horistonotus diplothrix Candèze, 1860
- Horistonotus discoideus Champion, 1895
- Horistonotus distigma Candèze, 1878
- Horistonotus duplicatus Champion, 1895
- Horistonotus effusus (Erichson, 1840)
- Horistonotus electus Candèze, 1860
- Horistonotus elegans Solier, 1851
- Horistonotus exiguus (Erichson, 1840)
- Horistonotus exoletus (Erichson, 1840)
- Horistonotus farinosus Candèze, 1891
- Horistonotus fasciatus Champion, 1895
- Horistonotus femoratus (Erichson, 1840)
- Horistonotus fidelis Fall, 1934
- Horistonotus flavidus Candèze, 1860
- Horistonotus flavipes Champion, 1895
- Horistonotus flavofasciatus Schwarz, 1902
- Horistonotus gracilis Horn, 1885
- Horistonotus haemorrhoidalis Champion, 1895
- Horistonotus humeralis Candèze, 1860
- Horistonotus inanus (LeConte, 1853)
- Horistonotus insularis (Boheman, 1859)
- Horistonotus latus Golbach, 1979
- Horistonotus ligatus (Erichson, 1840)
- Horistonotus longicollis Schwarz, 1902
- Horistonotus luteus Schwarz, 1906
- Horistonotus lutzi Van Dyke, 1932
- Horistonotus marcidipes (Erichson, 1840)
- Horistonotus melanorhax Candèze, 1860
- Horistonotus minimus Candèze, 1881
- Horistonotus mixtus Champion, 1895
- Horistonotus nigricollis Schwarz, 1902
- Horistonotus nigricornis Champion, 1895
- Horistonotus obliteratus Champion, 1895
- Horistonotus oblitus (Erichson, 1840)
- Horistonotus obtusus Wells, 2000
- Horistonotus parmenoides Candèze, 1860
- Horistonotus pedestris Candèze, 1881
- Horistonotus peruvianus Guerin-Meneville, 1839
- Horistonotus piceus Schwarz, 1906
- Horistonotus pilosus Lanchester, 1971
- Horistonotus popularis Erichson, 1847
- Horistonotus posthumus (Erichson, 1840)
- Horistonotus posticatus (Erichson, 1840)
- Horistonotus pubescens Candèze, 1860
- Horistonotus pubipennis Candèze, 1860
- Horistonotus pullatus Horn, 1885
- Horistonotus quadrinotatus Fleutiaux, 1891
- Horistonotus relictus (Erichson, 1840)
- Horistonotus riveti Fleutiaux, 1920
- Horistonotus rotundicollis Champion, 1895
- Horistonotus rufiventris Candèze, 1881
- Horistonotus rufulus (Erichson, 1840)
- Horistonotus sericeus Champion, 1897
- Horistonotus simoni Fleutiaux, 1891
- Horistonotus simplex LeConte, 1863
- Horistonotus spatulatus Vats & Chauhan, 1993
- Horistonotus spernendus (Erichson, 1840)
- Horistonotus sufflatus (LeConte, 1853)
- Horistonotus sulcifer Champion, 1895
- Horistonotus suturalis Schwarz, 1902
- Horistonotus tetraspilotus Guerin-Meneville, 1839
- Horistonotus transfugus (LeConte, 1853)
- Horistonotus triligatus Schwarz, 1902
- Horistonotus truncatus Champion, 1895
- Horistonotus tumidicollis Schwarz, 1906
- Horistonotus uhlerii Horn, 1871
- Horistonotus umbilicatus Van Dyke, 1932
- Horistonotus umbrosus (Erichson, 1840)
- Horistonotus unicolor Schwarz, 1902
- Horistonotus unitinctus Candèze, 1860
- Horistonotus v-nigrum Fabricius, 1801
- Horistonotus zonatus Candèze, 1860
- Horistonotus zunilensis Champion, 1895